# Quan hệ Ấn Độ – Lào

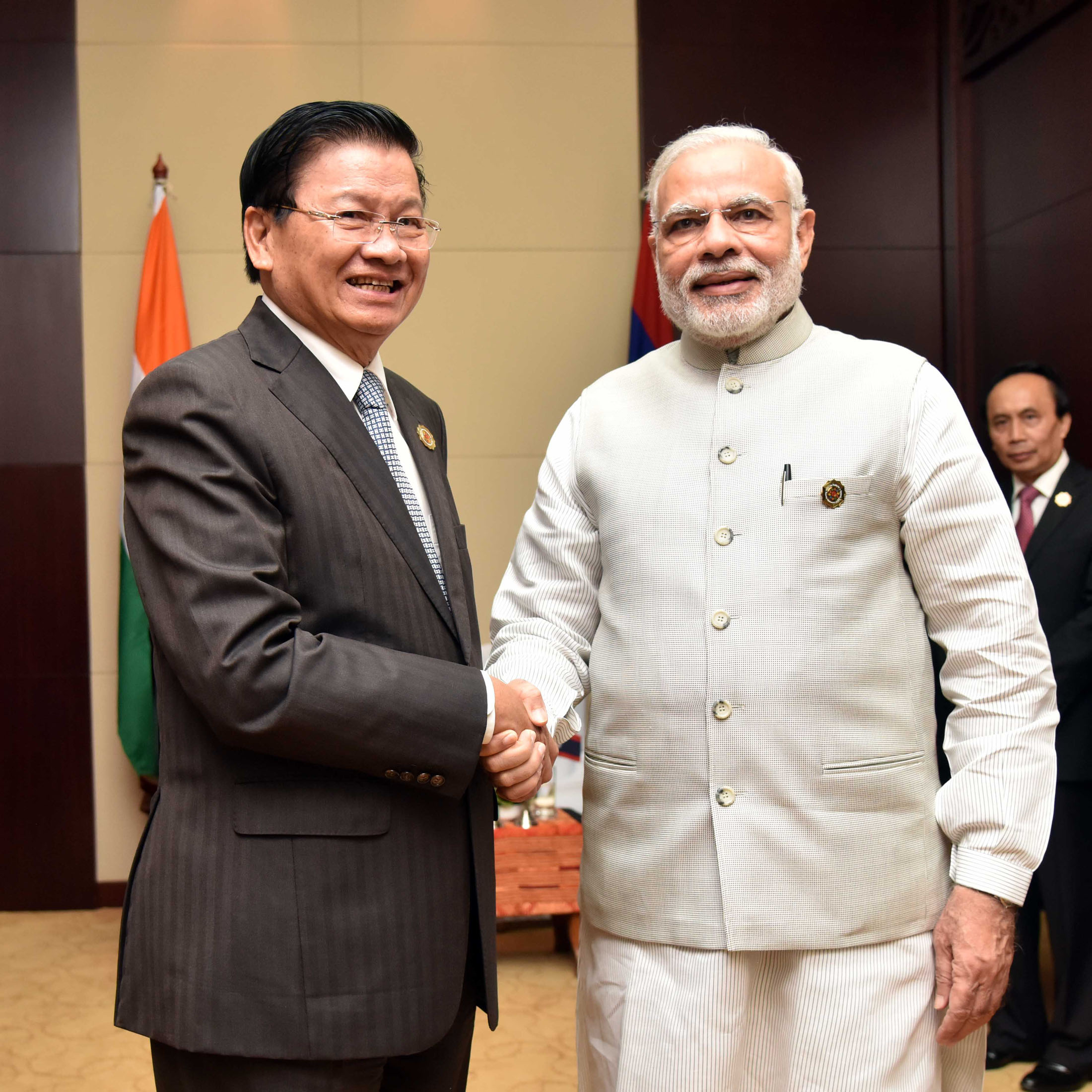
Thủ tướng Ấn Độ Narendra Modi và Thủ tướng Lào Thongloun Sisoulith gặp nhau tháng 9 năm 2016.

Quan hệ Ấn Độ – Lào là quan hệ song phương giữa Ấn Độ ở Nam Á và Lào ở Đông Nam Á. Quan hệ ngoại giao giữa hai quốc gia được thành lập vào tháng 2 năm 1956. Thủ tướng Ấn Độ đầu tiên Jawaharlal Nehru viếng thăm Lào năm 1954, trong khi Tổng thống Ấn Độ đầu tiên Rajendra Prasad viếng thăm Lào vào năm 1956. Ấn Độ coi Lào là một quốc gia có tầm quan trọng chiến lược phù hợp với các hoạt động tuyên bố chủ quyền ở Biển Đông của Trung Quốc. Lào đã ủng hộ những nỗ lực của Ấn Độ để trở thành thành viên thường trực của Hội đồng Bảo an Liên Hợp Quốc.

## Chuyến thăm cấp cao
Từ khi thiết lập quan hệ song phương, đã có nhiều chuyến thăm cấp cao giữa Ấn Độ và Lào. Chuyến thăm gần đây của Phó Tổng thống Ấn Độ Hamid Ansari vào tháng 9 năm 2015, nơi ông ký kết 5 "dự án tác động nhanh". Sau đó, Thủ tướng Ấn Độ Manmohan Singh đã viếng thăm Lào năm 2004 để tham dự Hội nghị cấp cao ASEAN lần thứ 10, tại đây ông đã gặp gỡ Thủ tướng Bounhang Vorachit, thoả thuận về hội nghị thượng đỉnh Ấn Độ-ASEAN lần thứ 3 được ký kết giữa hai nước. Thủ tướng Ấn Độ Atal Bihari Vajpeyee đã viếng thăm Lào vào năm 2002. Tổng thống Ấn Độ Pratibha Patil đã viếng thăm Lào trong năm 2010. Các chuyến thăm cấp cao từ Lào tới Ấn Độ là Hoàng tử Souphanouvong, người đầu tiên của Lào viếng thăm Ấn Độ năm 1975. Trong thời gian gần đây, Thủ tướng Lào Choummaly Sayasone đã viếng thăm Ấn Độ năm 2008. Có một số chuyến viếng thăm cấp Bộ trưởng Ngoại giao và Ngoại trưởng giữa hai nước.

## Quan hệ chiến lược
Trong chuyến thăm 3 ngày của Chủ tịch Lào Choummaly Sayasone năm 2008, Ấn Độ đã quyết định thành lập "Học viện Không lực" ở Lào. Ấn Độ cũng đã trao tặng 50 chiếc dù cho "Lực lượng Quốc phòng Lào" vào dịp kỷ niệm 60 năm thành lập năm 2009. Ấn Độ đã tổ chức chương trình không gian Surya Kiran ở Lào.

## Quan hệ kinh tế
Trong năm 2013, tại cuộc họp Ủy ban Liên hợp Ấn Độ-Lào lần thứ 7 (JMC), Ấn Độ đồng ý cung cấp 66,15 triệu cho Lào cho các dự án thủy lợi và thủy điện. Trong đó có 4 dự án thủy lợi ở 3 tỉnh của Lào, ngoài việc mở rộng nhà máy thủy điện Nậm Boun-2. 

### Các thoả thuận
Đã có một vài hiệp định ký kết giữa Ấn Độ và Lào trong thập kỷ qua với các vấn đề liên quan đến khoa học và công nghệ, thương mại và văn hoá. 
- Ấn Độ sẽ chi 4,11 triệu đô la trong 8 năm phục hồi di sản văn hoá thế giới Lào tại Vat Phou theo Biên bản ghi nhớ ký kết vào năm 2007. Dự án đã được bắt đầu vào năm 2009.[1]
- Trong năm 2010, chuyến thăm của Chủ tịch Ấn Độ Pratibha Patil, một "Chương trình giao lưu văn hoá" cho năm 2011-13 đã được ký kết giữa 2 quốc gia.[1]
- Theo Hiệp định Hợp tác Kỹ thuật và Kinh tế Ấn Độ (ITEC), từ năm 1994, "Đội Đào tạo Quân đội Ấn Độ" tiến hành các khoá tập huấn cho các lực lượng quốc phòng Lào trong một số chiến thuật cơ bản cùng với tiếng Anh và máy tính[1].

### Thương mại song phương
Kim loại, quặng, máy móc, thiết bị điện tử, dược phẩm và gỗ là sản phẩm chính được buôn bán giữa hai quốc gia. Trong năm 2008-09 thương mại song phương giữa hai quốc gia chỉ là 9,52 triệu USD, tăng trưởng nhanh trong năm 2009-10 với thương mại 37 triệu USD. Tuy nhiên thương mại lại giảm trong năm 2010-11 với 13.33 triệu đô la. Kể từ đó, thương mại đã nhanh chóng tăng trở lại lên 167,49 triệu USD trong năm 2012-13.

## Đại sứ quán, lãnh sự quán
- Tại Lào:
- Viêng Chăn (Đại sứ quán)

- Tại Ấn Độ:
- New Delhi (Đại sứ quán)